# 23 juin en sport
23 mai 23 juillet
Chronologies thématiques
- Croisades
- Ferroviaires
- Disney

Le 23 juin (174e jour de l'année ou 175e en cas d'année bissextile) en sport.

## Événements

### XIXesiècle
- 1888 :
  - (Rugby à XV) : premier match de la tournée britannique d’une équipe de Nouvelle-Zélande surnommée « The Natives ». Elle compte dans ses rangs cinq joueurs māori. Ces « touristes » étonnent en signant 49 victoires en 74 matchs au cours de cette tournée ; quatre matchs par semaine sont au programme.

- 1894 :
  - (Olympisme) : clôture à la Sorbonne à Paris du « Congrès pour le rétablissement des Jeux Olympiques » et le Comité international olympique est fondé par Pierre de Coubertin.

### XXesièclede1901à1950
- 1934 :
  - (Athlétisme) : la Britannique Gladys Lunn établit un nouveau record du monde du 1 000 mètres avec un temps de 3 minutes et six centième.
- 1935 :
  - (Athlétisme) : nouveau record du monde du lancer du disque féminin, l'Allemande Gisela Mauermayer réalise un lancer à 45,43 mètres améliorant sa précédente marque de 44,76 mètres.
  - (Compétition automobile) : Grand Prix automobile de France.

### XXesièclede1951à2000
- 1951 :
  - (Compétition automobile) : départ de la dix-neuvième édition des 24 Heures du Mans.
- 1956 :
  - (Athlétisme) : à Bakersfield en Californie, l'Américain Thane Baker établit un nouveau record du 200 mètres en 20,6 secondes.
- 1957 :
  - (Compétition automobile) : victoire de Ron Flockhart et Ivor Bueb aux 24 Heures du Mans.
- 1961 :
  - (Athlétisme) : l'Est-allemande Hildrun Claus établit un nouveau record du monde du saut en longueur avec un saut à 6,42 mètres, améliorant ainsi son propre record réalisé le 7 août 1960 de deux centimètres.
- 1962 :
  - (Athlétisme) : nouveau record du 200 mètres réalisé par l'Américain Henry Carr en 20,3 secondes.
  - (Compétition automobile) : départ de la trentième édition des 24 Heures du Mans.
- 1963 :
  - (Formule 1) : Grand Prix automobile des Pays-Bas.
- 1967 :
  - (Athlétisme) : l'Américain Paul Wilson porte le record du monde du saut à la perche à 5,38 mètres. Il dépasse ainsi le record de son compatriote Bob Seagren réalisé dix jours auparavant.
- 1968 :
  - (Athlétisme) : le lanceur de javelot soviétique Jānis Lūsis établit un nouveau record du monde avec un jet à 91,98 mètres. Il devance ainsi les 91,72 mètres du Norvégien Terje Pedersen.
  - (Compétition automobile) : l'Écossais Jackie Stewart (Matra-Ford Cosworth) remporte sur le circuit de Zandvoort la 3e victoire de sa carrière en Formule 1 en s'imposant lors du GP des Pays-Bas devant le Français Jean-Pierre Beltoise (Matra, 2e) et le Mexicain Pedro Rodriguez (BRM, 3e).
- 1974 :
  - (Formule 1) : Grand Prix automobile des Pays-Bas.
- 1984 :
  - (Basket-ball / NBA) : Michael Jordan est sélectionné en 3e position de la Draft de la NBA par les Bulls de Chicago.
- 1985 :
  - (Formule 1) : Grand Prix automobile de Détroit.
- 1987 :
  - (Athlétisme) : Sergueï Bubka porte le record du monde du saut à la perche à 6,03 mètres.

### XXIesiècle
- 2002 :
  - (Formule 1) : Grand Prix automobile d'Europe.
- 2007 :
  - (Football) : en finale de la Coupe du Roi, le Séville FC bat Getafe CF, sur le score de 1 - 0 grâce à un but de Frédéric Kanouté.
  - (Voile) : en finale de la Coupe de l'America 2007, les Suisses d'Alinghi — tenants du titre — remportent la première régate sur le bateau néo zélandais Team New Zealand avec 35 secondes d'avance.
- 2012 :
  - (Athlétisme) : onze ans après le record du Tchèque Roman Šebrle, l'Américain Ashton Eaton établit un nouveau record du monde du décathlon avec 9 039 points.
- 2015 :
  - (Jeux olympiques d'été) : au siège du CNOSF, Paris annonce officiellement sa candidature à l'organisation des Jeux olympiques de 2024.
- 2016 :
  - (Escrime /Championnats d'Europe) : en finale du fleuret masculin par équipes, victoire des Russes Artur Akhmatkhuzin, Aleksey Cheremisinov, Dmitry Rigin et Timur Safin puis en finale du sabre féminin par équipes, victoire des Russes Ekaterina Dyachenko, Yana Egorian, Yuliya Gavrilova et Sofia Velikaïa.
- 2017 :
  - (Basket-ball /Championnat de France) : à domicile Chalon-sur-Saône remporte son 2e titre de champion de France de Pro A à l'issue d'un 5e match intense où Strasbourg a fini par craquer (74-65) pour concéder sa 5e défaite consécutive en finale[1].
  - (Voile) : quatrième de la dernière étape, à Dieppe, Nicolas Lunven s'adjuge la 48e édition de la Solitaire du Figaro. Son deuxième succès après 2009. Adrien Hardy et Charlie Dalin complètent le podium final[2].
- 2018 :
  - (Tennis /Coupe Davis /Fed Cup) : Amélie Mauresmo est nommée ce samedi capitaine de l'Équipe de France en remplacement de Yannick Noah, et sera la première femme à occuper cette fonction. C'est Julien Benneteau qui hérite des Bleues en Fed Cup pour remplacer le duo Noah-Champion[3].

## Naissances

### XIXesiècle
- 1867 :
  - Robert Holmes, footballeur anglais. (7 sélections en équipe nationale). († 16 novembre 1955).
- 1877 :
  - Norman Pritchard, athlète de sprint et de haies indien puis acteur de cinéma. Médaillé d'argent du 200m et du 200m haies aux Jeux de Paris 1900. († 31 octobre 1929).
- 1879 :
  - Percy Bush, joueur de rugby à XV gallois. Vainqueur des tournois britanniques de rugby à XV 1906 et 1908. (8 sélections en équipe nationale). († 19 mai 1955).
- 1880 :
  - Alexander Young, footballeur écossais. (2 sélections en équipe nationale). († 17 septembre 1959).
- 1884 : 
  - Frederick Taylor, hockeyeur sur glace puis directeur sportif canadien. († 9 juin 1979).
- 1885 : 
  - Joseph Delvecchio, footballeur français. (1 sélection en équipe de France). († 20 mars 1971).
- 1892 : 
  - Abel Kiviat, athlète de demi-fond américain. Champion olympique du 3000 m par équipes et médaillé d'argent du 1 500m aux Jeux de Stockholm 1912. († 24 août 1991).
- 1899 : 
  - Amédée Gordini, pilote de course, préparateur et constructeur automobile français. († 25 mai 1979).

### XXesièclede1901à1950
- 1915 : 
  - Robin Montgomerie-Charrington, pilote de courses automobile britannique. († 3 avril 2007).
- 1916 : 
  - Len Hutton, joueur de cricket anglais. (79 sélections en test cricket). († 6 septembre 1990).
  - Ernest Wilimowski, footballeur polonais. (22 sélections en équipe nationale).  († 30 août 1997).
- 1922 : 
  - Harold Laycoe, hockeyeur sur glace puis entraîneur canadien. († 29 avril 1998).
- 1927 :
  - Herbert MacKay-Fraser, pilote de courses automobile américain. († 14 juillet 1957).
- 1935 : 
  - Keith Burkinshaw, footballeur puis entraîneur anglais. Vainqueur de la Coupe UEFA 1983-1984. Sélectionneur de l'équipe du Bahreïn de 1984 à 1986.
- 1938 : 
  - Jesús María Pereda, footballeur espagnol. Champion d’Europe de football 1964. (15 sélections en équipe nationale). († 27 septembre 2011).
- 1940 : 
  - Wilma Rudolph, athlète de sprint américaine. Médaillée de bronze du relais 4×100m aux Jeux de Melbourne 1956 puis championne olympique du 100m, 200m et du relais 4×100m aux Jeux de Rome 1960. Détentrice du Record du monde du 100 m du 19 juillet 1961 au 15 octobre 1964 et du Record du monde du 200 m du 7 juillet 1960 au 22 février 1964. († 12 novembre 1994).

### XXesièclede1951à2000
- 1951 :
  - Michèle Mouton, pilote de rallye française. (4 victoires en rallyes).
- 1953 :
  - Filbert Bayi, athlète de demi-fond tanzanien. Médaillé d'argent du 3 000m steeple aux Jeux de Moscou 1980. Détenteur du record du monde du 1 500 m du 2 février 1974 au 15 août 1979.
- 1955 :
  - Jean Tigana, footballeur puis entraîneur français. Champion d'Europe de football 1984. (52 sélections en équipe de France).
- 1957 :
  - Jean-François Domergue, footballeur puis entraîneur, français. Champion d'Europe de football 1984. (9 sélections en équipe de France).
- 1961 :
  - LaSalle Thompson, basketteur américain.
- 1962 :
  - Fatou N'Diaye, basketteuse franco-sénégalaise. Championne d'Afrique de basket-ball féminin 1981. (? avec l'équipe du Sénégal et 75 sélections avec l'équipe de France).
  - Kari Takko, hockeyeur sur glace finlandais. (104 sélections en équipe nationale).
- 1963 :
  - Marianne Berglund, coureuse cycliste suédoise. Championne du monde de la course en ligne en 1983.
  - Colin Montgomerie, golfeur écossais. Vainqueur des Ryder Cup 1995, 1997, 2002, 2004, 2006 et 2010.
- 1969 :
  - Fernanda Ribeiro, athlète portugaise. Championne d'Europe en salle du 3 000 mètres et championne d'Europe du 10 000 mètres en 1994, championne du monde du 10 000 mètres et vice-championne du monde du 5 000 mètres, championne du monde du 3 000 mètres et championne olympique du 10 000 mètres en 1996, Championnats du monde d'athlétisme en salle 1997.
- 1970 :
  - Liu Yudong, basketteur chinois.
- 1971 :
  - Félix Potvin, hockeyeur sur glace puis entraîneur canadien.
- 1972 :
  - Zinédine Zidane, footballeur puis entraîneur franco-algérien. Champion du monde de football 1998. Champion d'Europe de football 2000. Vainqueur de la Ligue des champions 2002 et 2016, 2017, 2018 comme entraîneur. (108 sélections en équipe de France).
- 1975 :
  - Tetyana Lysenko, gymnaste artistique soviétique. Championne du monde du concours par équipes en 1991, championne olympique à la poutre et au concours par équipes et médaillée d'argent au saut de cheval aux Jeux olympiques de 1992, vice-championne d'Europe aux barres asymétriques en 1992 puis médaillée de bronze mondial au sol en 1992 et au concours général par équipes en 1993.
- 1976 :
  - Paola Suárez, joueuse de tennis argentine. Médaillée de bronze en double aux Jeux d'Athènes 2004.
  - Patrick Vieira, footballeur puis entraîneur franco-sénégalais. Champion du monde de football 1998. Champion d'Europe de football 2000. (107 sélections en équipe de France).
- 1979 :
  - Marilyn Agliotti, joueuse de hockey sur gazon néerlandaise. Championne olympique lors des Jeux de Pékin en 2008 et de Londres en 2012, vice-championne du monde en 2010 et championne d'Europe en 2011.
  - Solly Tyibilika, joueur de rugby à XV sud-africain. (8 sélections en équipe nationale). († 13 novembre 2011).
- 1980 :
  - David Andersen, basketteur australo-danois. Champion d'Océanie de basket-ball 2003, 2005, 2007 et 2013. Vainqueur des Euroligues 2001, 2006 et 2008.
  - Michele Bartyan, pilote de courses automobile autrichien puis italien.
  - Gillian Ferrari, hockeyeuse sur glace canadienne. Championne olympique aux Jeux de Turin 2006. Championne du monde de hockey sur glace féminin 2004 et 2007.
  - Marissa Irvin, joueuse de tennis américaine.
  - Tony Mårtensson, hockeyeur sur glace suédois. Champion du monde de hockey sur glace 2006.
  - Francesca Schiavone, joueuse de tennis italienne. Victorieuse de Roland Garros 2010 puis des Fed Cup 2006, 2009 et 2010.
- 1981 :
  - Kui Yuanyuan, gymnaste artistique chinoise. Championne du monde de gymnastique artistique au sol en 1996.
- 1982 :
  - Bart Aernouts, cycliste de cyclo-cross belge.
  - Derek Boogaard, hockeyeur sur glace canadien. († 13 mai 2011).
  - Jonathan Coleman, pilote de courses automobile britannique.
  - Yohan Eudeline, footballeur français.
  - Nicola Sanders, athlète britannique. Médaillée de bronze du relais 4 × 400 mètres aux Jeux olympiques de Pékin 2008.
- 1983 :
  - Vincent Gragnic, footballeur français.
  - Akgul Amanmuradova, joueuse de tennis ouzbèke.
- 1984 :
  - Du Jing, joueuse de badminton chinoise. Championne olympique en double lors des Jeux olympiques de 2008 à Pékin. Championne du monde de badminton du double 2010.
  - Sébastien Grax, footballeur français.
- 1985 :
  - Michael Green, basketteur américain.
- 1986 :
  - Mariano, footballeur brésilien. Vainqueur de la Ligue Europa 2016.
  - Simon Špilak, cycliste sur route slovène. Vainqueur des Tours de Suisse 2015 et 2017 puis du Tour de Romandie 2010.
- 1987 :
  - Guillaume Bonnafond, cycliste sur route français.
  - Nando de Colo, basketteur français. Médaillé d'argent aux Jeux de Tokyo 2022. Médaillé de bronze au Mondial 2019. Médaillé d'argent à l'Euro 2011, champion d'Europe de basket-ball 2013 et médaillé de bronze à l'Euro 2015. Vainqueur de l'EuroCoupe de basket-ball 2010, des l'Euroligues 2016 et 2019. (184 sélections en équipe de France).
  - Damian Kulig, basketteur polonais. (8 sélections en équipe nationale).
  - Iván Marcano, footballeur espagnol
- 1988 :
  - Isabell Herlovsen, footballeuse norvégienne. (131 sélections en équipe nationale).
  - Chellsie Memmel, gymnaste artistique américaine. Jeux de Pékin en 2008. Championne du monde du concours général par équipes et des barres asymétriques en 2003 puis du concours général individuel 2005.
- 1989 :
  - Anthony Alvès, joueur de rugby à XV franco-portugais. (26 sélections avec l'équipe du Portugal).
  - Jordan Nolan, hockeyeur sur glace canadien.
- 1990 :
  - Clevid Dikamona, footballeur franco-congolais. (4 sélections avec l'équipe du Congo).
  - Vasek Pospisil, joueur de tennis canadien.
  - Adolphe Teikeu, footballeur camerounais. Champion d'Afrique de football 2017. (22 sélections en équipe nationale).
- 1991 :
  - Pierrick Cros, footballeur français.
- 1992 :
  - Nampalys Mendy, footballeur franco-sénégalais. (30 sélections avec l'équipe du Sénégal).
  - Bridget Sloan, gymnaste artistique américaine. Médaillée d'argent par équipes aux Jeux olympiques de 2008 à Pékin, championne du monde du concours général individuel en 2009.
- 1993 :
  - Homiyu Tesfaye, athlète de demi-fond allemand.
  - Baba Traoré, footballeur français.
  - Elizabeth Williams, basketteuse américaine.
- 1995 :
  - Václav Jemelka, footballeur tchèque.
- 1997 :
  - Chen Qingchen, joueuse de badminton chinoise. Médaillée d'argent en double aux Jeux de Tokyo 2020. Championne du monde de double dames 2017 et 2021.
  - Lawson Crouse, joueur de hockey sur glace canadien.
  - Inès Fernandez, footballeuse belge.
  - Bozhidar Kraev, footballeur bulgare. (24 sélections en équipe nationale).
  - Luke Tagi, joueur de rugby à XV fidjien. (2 sélections en équipe nationale).
  - Nouhou Tolo, footballeur camerounais. Vainqueur des la Ligue des champions de la CONCACAF 2022. (12 sélections en équipe nationale).
- 1998 :
  - Josip Brekalo, footballeur croate. (33 sélections en équipe nationale).
  - Antonio Gibson, joueur de foot U.S. américain.
  - Isabela Onyshko, gymnaste artistique canadienne.
- 1999 :
  - Saben Lee, basketteur américain.
  - Linton Maina, footballeur allemand.
- 2000 :
  - Ibrahim Kane, footballeur malien. (2 sélections en équipe nationale).
  - Julian Valarino, footballeur anglo-gibraltarien. (20 sélections avec l'Équipe de Gibraltar).
  - Daniël van Kaam, footballeur néerlandais.

### XXIesiècle
- 2001 :
  - Florestan Riou, trampoliniste français. Médaillé de bronze par équipes lors du Championnat d'Europe 2021 puis champion d'Europe de trampoline 2022.
- 2002 :
  - Andrew Omobamidele, footballeur irlandais. (5 sélections en équipe nationale).
- 2004 :
  - Alexandra Troussova, patineuse artistique dames russe. Médaillée d'argent aux Jeux de Pékin 2022.
- 2005 :
  - Jessica Guo, escrimeuse canadienne.
  - Romualdas Jansonas, footballeur lituanien
  - Jan Paluska, footballeur tchèque
- 2006 :
  - Éli Junior Kroupi, footballeur franco-ivoirien.

## Décès

### XXesièclede1901à1950
- 1907 : 
  - William Stuart, 28 ans, hockeyeur sur glace canadien. (° 20 février 1879).
- 1933 :
  - Albert Champoudry, 53 ans, athlète français spécialiste des courses de fond. Vice-champion olympique du 5 000 mètres par équipes aux Jeux de Paris en 1900. (° 8 mai 1880).

### XXesièclede1951à2000
- 1951 :
  - Victor Johnson, 68 ans, cycliste sur piste britannique. Champion olympique du 660 yards aux Jeux de Londres 1908. Champion du monde de cyclisme sur piste de la vitesse 1908. (° 10 mai 1883).
- 1955 :
  - František Janda-Suk, 77 ans, athlète de lancers de disque et de poids bohémien puis tchécoslovaque. Médaillé d'argent du disque aux Jeux de Paris 1900. (° 25 mars 1878).
- 1958 :
  - Cândido de Oliveira, 61 ans, footballeur puis entraîneur portugais. (1 sélection en équipe nationale). Sélectionneur de l'équipe du Portugal de 1926 à 1929, de 1935 à 1945 puis en 1952. (° 24 septembre 1896).
- 1961 :
  - Richard Gunn, 90 ans, boxeur britannique. Champion olympique des poids plumes aux Jeux de Londres en 1908. (° 16 février 1871).
- 1964 :
  - Walter Rütt, 80 ans, cycliste sur piste allemand. Champion du monde de cyclisme sur piste de la vitesse 1913. (° 12 septembre 1883).
- 1965 :
  - Carlo Carcano, 74 ans, footballeur puis entraîneur italien. Sélectionneur de l'équipe d'Italie de 1928 à 1929. (° 26 février 1891).
  - Jimmy McMenemy, 84 ans, footballeur écossais. (12 sélections en équipe nationale). (° 23 octobre 1880).
- 1968 :
  - Frigyes Minder, 87 ans, footballeur, entraîneur puis dirigeant sportif austro-hongrois puis hongrois.  (1 sélection en équipe nationale). Sélectionneur de l'équipe de Hongrie de 1908 à 1911, de 1914 à 1917, en 1919 puis en 1930. Sélectionneur de l'équipe de Grande-Bretagne de hockey sur glace de 1927 à 1930. (° 28 octobre 1880).
- 1969 :
  - Volmari Iso-Hollo, 62 ans, athlète de steeple et de fond finlandais. Champion olympique du 3 000 mètres steeple et vice-champion olympique du 10 000 mètres aux Jeux de Los Angeles en 1932 et champion olympique sur 3 000 mètres steeple et médaillé de bronze sur 10 000 mètres aux Jeux de 1936. (° 5 janvier 1907).
- 1970 :
  - Fortunato Yambao, 57 ans, basketteur philippin. (° 16 octobre 1912).
- 1973 :
  - Albert Dawes, 66 ans, footballeur anglais.
  - Hans Reese, 81 ans, footballeur allemand. (1 sélection en équipe nationale). (° 17 septembre 1891).
- 1976 :
  - DeHart Hubbard, 72 ans, athlète de sauts américain. Champion olympique du saut en longueur aux Jeux de Paris en 1924. Détenteur du record du monde du saut en longueur
du 13 juin 1925 au 7 juillet 1928. (° 25 novembre 1903).
- 1977 :
  - Francis Spain, 68 ans, joueur de hockey sur glace américain. Médaillé de bronze aux Jeux de Berlin 1936.
- 1982 : 
  - Marie Braun, 71 ans, nageuse néerlandaise. Championne olympique du 100 mètres nage libre et médaillée d'argent du 400 mètres nage libre aux Jeux d'Amsterdam en 1928. (° 22 juin 1911).
- 1995 : 
  - Francesco Camusso, 87 ans, cycliste sur route italien. Vainqueur du Tour d'Italie 1931. (° 9 mars 1908).
  - Anatoli Tarassov, 76 ans, entraîneur de hockey sur glace soviétique puis russe. Sélectionneur des équipes championne olympique aux Jeux d'Innsbruck 1964, aux Jeux de Grenoble 1968 et aux Jeux de Sapporo 1972 puis des équipes championne du monde de hockey sur glace 1963, 1965, 1966, 1967, 1969, 1970, 1971. (° 10 décembre 1918).
- 1996 : 
  - Ray Lindwall, 74 ans, joueur de cricket australien. (61 sélections en test cricket). (° 3 octobre 1921).
  - Hazel Redick-Smith, 70 ans, joueuse de tennis sud-africaine. (° 21 mai 1926).
- 2000 : 
  - Peter Dubovský, 28 ans, footballeur tchécoslovaque puis slovaque. (14 sélections avec l'équipe de Tchécoslovaquie et 33 avec l'équipe de Slovaquie). (° 7 mai 1972).

### XXIesiècle
- 2007 : 
  - Rod Beck, 38 ans, joueur de baseball américain. (° 3 août 1968).
- 2011 : 
  - Dennis Marshall, 25 ans, footballeur costaricien. (19 sélections en équipe nationale). (° 9 août 1985).
- 2012 : 
  - Alan McDonald, 48 ans, footballeur puis entraîneur nord-irlandais. (52 sélections en équipe nationale). (° 12 octobre 1963).
- 2013 :
  - Sharon Stouder, 64 ans, nageuse américaine. Championne olympique du 100 mètres papillon, du relais 4 × 100 mètres nage libre et du 4 × 100 mètres quatre nages et médaillée d'argent du 100 mètres nage libre. (° 9 novembre 1948).
  - Meamea Thomas, 25 ans, haltérophile kiribatien. (° 11 septembre 1987).
  - Vasile Tiță, 85 ans, boxeur roumain. Vice-champion olympique des poids moyens aux Jeux de 1952. (° 21 février 1928).
- 2014 :
  - Magnus Wassén, 93 ans, skipper suédois. Médaillé de bronze de la catégorie des 5.5 Metre lors des Jeux olympiques d'été de 1952. (° 1er septembre 1920).
- 2015 :
  - Jacques Perrier, 90 ans, basketteur français. Médaillé d'argent des Jeux olympiques d'été de 1948. (50 sélections en équipe nationale). (° 12 octobre 1924).
- 2018 :
  - Roland Baar, 53 ans, rameur en aviron allemand. Champion du monde du huit en 1989, 1990, 1991, 1993 et 1995, médaillé de bronze du huit aux Jeux olympiques de 1992 puis médaillé d'argent de la même discipline à Barcelone en 1992. (° 12 avril 1965).
- 2019 :
  - Žarko Varajić, 67 ans, basketteur yougoslave puis serbe. Médaillé d'argent lors des Jeux olympiques d'été de 1976. Champion d'Europe 1977 et médaillé de bronze en 1979. (° 26 décembre 1951).
- 2020 :
  - Vehbi Akdağ, 71 ans, lutteur de libre turc. Vice-champion olympique des - de 62 kg aux Jeux de Munich 1972. (° 1er janvier 1949).
- 2022 :
  - Alain Plantefol, 79 ans, joueur de rugby à XV français. Vainqueur du Grand Chelem 1968. (11 sélections en équipe de France). (° 26 décembre 1942)